# ボーラス投与
ボーラス投与（ラテン語のbolus、「玉」、「ボール」から）は、医学において血液中の薬物の濃度を効果的なレベルに上げることを目的として、一定の時間内(一般に1〜30分以内)に医薬品、薬物、その他の化合物を投与する方法。投与は、静脈内、筋肉内、髄腔内、皮下、または吸入などの注入方法によって行われる。

## ボーラス投与の方法
ボーラス投与量は、対象物の全身濃度(または効果)がどの程度求められるかによる。ワクチン投与の場合、筋肉内注射により抗原が徐放され、体の免疫系が刺激され抗体を生成するために必要な時間が維持される。 ヘロイン中毒者は、多幸感をもたらすことなく離脱を抑えたヘロインの徐放を維持するために、皮下注射を利用する（ボーラスによってブツブツした皮膚の荒れが形成されるため「スキンポッピング」と呼ばれている 。 
点滴静脈注射により静脈に直接送り込むボーラスは、血液中の物質の濃度を効果的なレベルまではるかに迅速に上げることができる。 この方法は通常、治療の開始時または血液からの薬物の除去（例えば透析）の後行われる。麻酔科診療においては、三方活栓からの静脈注射が主な薬剤投与経路であり、例えば、患者の意識が無くなるまで麻酔薬の、麻酔中の血圧低下が元に戻るまで昇圧剤の、ボーラス投与が頻繁に行われる。 

## 糖尿病
糖尿病患者とその医療関係者の間では、食事の前に速効型インスリンの追加インスリンを投与することをボーラス投与と言う（対して、基礎インスリン投与は、遅効型インスリンの投与または少量の速効型インスリンの持続投与により肝臓からのグルコース放出を制御することを指す）。 

## 獣医学
獣医学においては、ボーラスとは牛、山羊、羊の第一胃にとどまる大きな徐放性錠剤である。 脱水症または飼い猫の一般的な疾患である腎不全を緩和するために投与される生理食塩水など、皮下注射される液体を指すこともある。投与された液体は完全に吸収されるまで数分以上動物の皮膚の下にボーラス、ボール、または塊の形で残る。 

## 放射線療法
放射線療法では、ボーラスは皮膚表面上のワックス状の組織と同等であり、外部放射線ビームの線量範囲を均質化または調整する働きを示す。 